# Делаван (Міннесота)
Делаван (англ. Delavan) — місто (англ. city) в США, в окрузі Феріболт штату Міннесота. Населення — 172 особи (2020).

## Географія
Делаван розташований за координатами 43°46′4″ пн. ш. 94°1′5″ зх. д. / 43.76778° пн. ш. 94.01806° зх. д. (43.767702, -94.017929).  За даними Бюро перепису населення США в 2010 році місто мало площу 2,75 км², уся площа — суходіл. В 2017 році площа становила 2,60 км², уся площа — суходіл.

## Демографія
Згідно з переписом 2010 року, у місті мешкало 179 осіб у 86 домогосподарствах у складі 54 родин. Густота населення становила 65 осіб/км².  Було 104 помешкання (38/км²).
Расовий склад населення:
| - 96,6 % — білих |

До двох чи більше рас належало 2,8 %. Частка іспаномовних становила 1,1 % від усіх жителів.
За віковим діапазоном населення розподілялося таким чином: 19,6 % — особи молодші 18 років, 55,3 % — особи у віці 18—64 років, 25,1 % — особи у віці 65 років та старші. Медіана віку мешканця становила 53,1 року. На 100 осіб жіночої статі у місті припадало 110,6 чоловіків;  на 100 жінок у віці від 18 років та старших — 102,8 чоловіків також старших 18 років.
Середній дохід на одне домашнє господарство  становив 54 889 доларів США (медіана — 48 000), а середній дохід на одну сім'ю — 62 634 долари (медіана — 51 250). За межею бідності перебувало 12,3 % осіб, у тому числі 20,9 % дітей у віці до 18 років та 7,1 % осіб у віці 65 років та старших.
Цивільне працевлаштоване населення становило 116 осіб. Основні галузі зайнятості: освіта, охорона здоров'я та соціальна допомога — 20,7 %, сільське господарство, лісництво, риболовля — 18,1 %, виробництво — 13,8 %, мистецтво, розваги та відпочинок — 13,8 %.